# 秦仪墓
秦仪墓位于江苏省苏州市吴中区金庭镇缥缈村秦家堡，缥缈峰南麓，系南宋翰林、驸马秦仪（1229—1273）和宋理宗之女娥明公主（1229—1270）的墓地。1986年3月25日列为吴县文物保护单位。。